# La bambina e il sognatore
La bambina e il sognatore è un romanzo dell'autrice italiana Dacia Maraini del 2015.
Il libro è stato tradotto in tedesco col titolo Das Mädchen und der Träumer.

## Trama
Nani Sapienza, maestro elementare separato dalla moglie, una notte sogna una bambina che inizialmente gli sembra la figlioletta morta da poco, ma poi si rivela per un'altra persona. Quando si risveglia, sente alla radio che Lucia Treggiani, una bambina come quella del sogno, è scomparsa nella sua città. La cosa lo turba e cerca di raccogliere informazioni al riguardo. 
Nei giorni successivi la sogna ancora, e inizia a parlarne in classe ai suoi giovani scolari, cosa che suscita una certa preoccupazione nei loro genitori e nella preside. Incontra nella chiesa del quartiere di Pozzobasso, dove viveva Lucia, la madre di quest'ultima, Carmela, alla quale parla del proprio lutto e della sua sensazione che la bambina sia ancora viva. La donna sembra confortata dalle parole del maestro, eppure lo denuncia alla polizia, che lo convoca in commissariato. Nonostante il funzionario di polizia lo esorti a non volersi sostituire agli investigatori di professione, Nani non demorde e, con la scusa della sua collaborazione a un giornale online, va a intervistare Virginia Pella, la vicina di casa dei Treggiani che è è stata l'ultima a vedere Lucia, mentre questa parlava con un individuo che nascondeva il volto sotto un cappuccio; il suo racconto appare però contraddittorio. Anche il parroco don Antonio non nutre grande fiducia nelle parole della Pella e pensa che il misterioso rapitore possa essere un pedofilo venuto da fuori città.
La maestra Pavone, collega di Nani che era stata l'insegnante di Lucia, avendo saputo che egli sta indagando, lo contatta per uno scambio d'idee e gli fa notare che fino a quel momento si è parlato molto poco di Giovanni Treggiani, il padre. Nani decide quindi di andare a parlargli. Quando gli racconta del sogno, Giovanni s'adombra e e gli dà un pugno, per poi scusarsi subito dopo; si lasciano abbastanza cordialmente.
Alla fine dell'anno scolastico Nani si reca nel paesello di montagna dove abita l'anziana madre, e ha l'impressione che si tratti della sua ultima opportunità di passare molto tempo assieme a lei.
Dopo la ripresa delle lezioni, la preside sottopone all'attenzione di Nani il caso di Elena Lievi, una concittadina già sposata con un cambogiano che si è portato via la loro figlia Fatima; il timore è che, dopo la morte del padre, sia entrata nel giro della prostituzione minorile. Il maestro si reca quindi a casa della Lievi, che gli racconta che un suo conoscente imprenditore, di nome Talamone, pensa di aver riconosciuto Fatima in un bordello per turisti. La donna poi parte per la Cambogia per cercare la figlia e scrive a Nani delle lettere per aggiornarlo sulle sue ricerche e perché rimanga una memoria nel caso le succeda qualcosa. In effetti, dopo qualche settimana giunge la notizia che Elena Lievi è morta. Dalle sue ultime carte emerge che, sebbene Talamone le avesse raccomandato prudenza, non avendo più denaro sufficiente per riscattare la figlia aveva minacciato gli sfruttatori di denunciarli alle autorità. Talamone riesce tuttavia a riportare Fatima in Italia dopo che le sue condizioni di salute si sono aggravate a causa della sifilide di cui è stata contagiata, e non potendo più prostituirsi ha potuto essere riscattata senza difficoltà.
Nani conferisce nuovamente con la signora Pella, che stavolta punta il dito verso il commercialista Cesare Mammucchi, un uomo estremamente riservato e misterioso che abita nella stessa via. Il maestro cerca informazioni sul suo conto e risale al fotografo Lando Vinci, uno dei pochi amici dell'uomo, che va a trovare a Milano, notando la sua passione per le bambine fotografate in pose sexy.
Frattanto, Francesco Basile, il più sveglio e intraprendente degli allievi di Nani, ha spiato la casa di Mammucchi e ha scoperto che il commercialista non vi abita da solo. Nani comincia la cosa alla polizia, che trova la casa vuota ma con le tracce della presenza di un'altra persona in una stanza sotterranea, che tuttavia viene ritenuta essere un camorrista calabrese latitante. Francesco però s'intrufola nella casa manomettendo i sigilli e recapita al maestro un album di fotografie nello stile di Vinci, che ha trovato nel garage, e un braccialettino d'oro con inciso il nome Lucia, raccolto in giardino.
Il braccialetto viene riconosciuto da Carmela come appartenente alla figlia. Nani ottiene il permesso di visitare il villino assieme a Francesco, che nota una piastrella smossa da poco, dietro la quale si cela il diario di Mammucchi, dal quale appare evidente che sia lui il rapitore. In seguito alla diffusione della sua fotografia, la rete attorno a lui e a Lucia si stringe sempre più, finché Mammucchi non si suicida in un motel di Saragozza. Lucia può così riabbracciare i suoi familiari.

## Personaggi
Nani Sapienza
Maestro elementare, trentanovenne all'inizio della vicenda. Suo padre era di origine siciliana. Si è separato dalla moglie dopo la morte della loro figlia Martina in seguito a una lunga malattia. A scuola cerca di coinvolgere i suoi alunni rfacendo ricorso a narrazioni, anche a scapito della fedeltà ai programmi didattici, e per questo si attira critiche. Collabora con un giornale online chiamato Post-It.
Anita
Moglie di Nani, dal quale è separata. Alla fine della vicenda accetta di tornare assieme a lui.
La madre di Nani
Settantasettenne che vive nel suo paese natale, tra i monti.
Lucia Treggiani
La bambina attorno alla cui scomparsa ruota la trama.
Carmela Treggiani
Madre di Lucia, di origine meridionale. Lavora in casa come sarta di abiti da sposa.
Giovanni Treggiani
Padre di Lucia e marito di Carmela, di professione camionista. Secondo don Antonio si tratterebbe di un ateo e anarchico. Nani scopre che è un lettore appassionato e ha un carattere impulsivo.
Virginia Pella
Vicina di casa dei Treggiani e testimone chiave del supposto rapimento. Secondo don Antonio è una donna rancorosa e inattendibile.
Rosa Talenti
Preside della scuola in cui insegna Nani, che la ritiene una donna attraente, ma anche che si veste in modo troppo esuberante. Hanno un rapporto sessuale ma nessuno dei due appare convinto di portare avanti una relazione.
Sarina Pavone
Maestra elementare, già maestra di Lucia, sposata con un ingegnere e con due figli.
Don Antonio
Parroco della chiesa di Santa Lucia in Pozzobasso. Nani, quando gli parla, rimane colpito dai suoi denti scintillanti, particolare che secondo la Pella avrebbe condiviso col rapitore.
Elena Lievi
Donna a cui è stata sottratta la figlia dal marito pakistano-cambogiano Sun Long Tejan, morto per la Jihād.
Fatima Tejan
Figlia di Elena Lievi. Al ritorno in Italia viene affidata alla nonna materna.
Renato Talamone
Imprenditore che si occupa di import-export con i paesi dell'Oriente. Dopo il ritorno di Fatima in Italia, progetta di sposarsi con la nonna di lei per restituirle una famiglia.
Cesare Mammucchi
Commercialista, di carattere forastico, ossessionato da Marcel Proust e dall'idea di avere una giovane fanciulla tutta per sé.
Amedeo Mammucchi
Cugino di Cesare, contattato per telefono da Nani per avere informazioni su di lui.
Lando Vinci
Fotografo milanese amico di Cesare.
Mohamed Adjani
Medico nigeriano dell'ospedale di S., con cui Nani ha un colloquio per capire meglio la mentalità musulmana.
Angelo
Giovane postino che ha abbandonato gli studi e al quale Nani accetta di dare lezioni su varie materie.

### Scolari di Nani
Settimino
Il più minuto della classe. "Quasi un nano, capelli ritti in testa".
Mariuccio
Bambino "le cui tasche ospitano chiodi, spago, pezzi di biscotto, tavolette di cioccolata, semi di zucca, caramelle al latte".
Tatiana
"Tatiana la timida, che porta gli occhiali spessi, indossa magliette abbottonate fino al collo e sorride impacciata; è studiosa e intelligente".
Giovannina
"Distratta, sempre pronta a ridere, che legge molto e ama i racconti".
Ahmed
Bambino che proviene da una famiglia musulmana, che punterà il dito verso il maestro accusandolo di propagandare l'ateismo con i suoi discorsi.
Jasmin Mujad
"La fragile Jasmin, dal sorriso misterioso: studia con passione ma tende a nascondersi". Suo padre è un libico nato in Italia, sua madre un'italiana convertitasi all'islam dopo una gioventù vissuta "sopra le righe".
Giovanni
"Giovanni il lungo, la cui testa sovrasta quella di tutti gli altri. Biondo, bello, ingenuo, con pochissima voglia di studiare. Solo nel calcio è imbattibile".
Michelina
"Grassottella, i capelli folti, rossicci, gli occhi piccoli, acuti e pungenti, una bella voce sonora. Legge molto bene ad alta voce. Certo è la più intelligente della classe".
Fabrizio
"Fabrizio, che fa lo spiritoso e racconta barzellette sceme, ma studia con accanimento e a volte tira fuori delle idee sorprendenti".
Alessia
"La ragazzina che si trucca come una diva e porta sempre le unghie dipinte di nero: in matematica non ha rivali e tutti si fanno aiutare da lei per i compiti".
Adriano, Denise, Bruna, Marco
Altri scolari di Nani. "Molti sembrano che vengano a scuola per nascondersi, per non farsi notare. Copiano i compiti, si occultano dietro i più bravi, si adeguano alla maggioranza. Pecorine, a volte deliziose, come il piccolo Adriano che se lo chiamo dalla cattedra si mette a piangere, o la spaventata Denise che mi punta gli occhi addosso con paura e fiducia nello stesso tempo. E Bruna, dai lunghi capelli biondi che ha la mania di pulirsi le mani con il disinfettante: ne tiene due bottigliette nella tasca del grembiule. Poi Marco, che mette tutta la sua cura nel non farsi mai interrogare quasi mimetizzandosi col banco".
Francesco Basile
"Uno studente indisciplinato ma bravissimo, critico verso tutto e tutti, ma sempre pronto a saltare sul cavallo d'Orlando per volare in terre straniere. È dotato di una fantasia smodata, gli occhi neri scintillano quando parla, e sa ragionare come un adulto. In effetti è di tre anni più anziano degli altri. [...] Il suo pensiero va dritto alla meta e non sbaglia mai". Parlando col maestro, gli racconta di aver assistito alla morte per suicidio del padre e di aver dovuto difendere la madre dalla angherie a cui la sottopone il nuovo marito.

## Edizioni
- Dacia Maraini, La bambina e il sognatore, collana La Scala, Milano, Rizzoli, 2015, ISBN 978-88-17-08379-9.
- Dacia Maraini, La bambina e il sognatore, Mondolibri, 2016.
- Dacia Maraini, La bambina e il sognatore, collana Vintage, Milano, Rizzoli, 2016, ISBN 978-88-17-08857-2.
- Dacia Maraini, La bambina e il sognatore, collana Le opere di Dacia Maraini, n. 8, edizione speciale per il Corriere della Sera, Milano, RCS, 2020.
- Dacia Maraini, La bambina e il sognatore, collana BUR. Contemporanea, Milano, Rizzoli, 2021, ISBN 978-88-17-08857-2.